# Canseau (Nouvelle-Écosse)
Pour les articles homonymes, voir Canso.
Canseau (en gaélique écossais: Baile Chanso) ou Canso en anglais, est une petite localité située dans le comté de Guysborough en Nouvelle-Écosse (Nova Scotia, dans sa dénomination en latin).

## Géographie
La localité est située sur l'océan Atlantique sur la côte de la Nouvelle-Écosse.
Au recensement de 2006, on y a dénombré une population de 911 habitants. Le recensement de 2016 fait apparaître une nette diminution de la population, qui est descendue à 736 personnes.

## Histoire
En 1744, lors de la Troisième guerre intercoloniale, une expédition militaire fut constituée par la milice Mi'kmaq, membre de la Confédération Wabanaki et les membres des Compagnies franches de la marine commandées par le capitaine acadien François Dupont Duvivier contre la place forte de Canseau ; il s'agit du raid sur Canseau. Réalisant que le fort britannique était indéfendable, les officiers britanniques capitulèrent rapidement sur terre ainsi que sur mer où quelques bateaux anglais faisaient face à 17 navires de guerre français.
En 2017, Maritime Launch Services annonce qu'elle construira une base de lancement orbitale dans la localité, pour exploiter le lanceur Tsyklone-4M, dont le premier vol est prévu en 2025,.

## Personnalités
- Carlyle Smith Beals (1899-1979), astronome canadien.